# Yamaha TZ 500
Die Yamaha TZ 500 war ein in geringen Stückzahlen produziertes Rennmotorrad des japanischen Herstellers Yamaha, das von 1980 bis 1982 in der Motorrad-Weltmeisterschaft von wenigen Privatfahrern eingesetzt wurde. Die Grundlage des käuflichen Production-Racers bildete Kenny Roberts’ Rennmaschine von 1979, mit der er Weltmeister in der 500-cm³-Klasse wurde.

## Geschichte und Technik
Die TZ-Baureihe der käuflichen Rennmaschinen, deren Technik zuerst ausgesuchten Werksfahrern und im folgenden Jahr Privatfahrern angeboten wurde, war in den kleinen Klassen von 250 und 350 cm³ Hubraum sehr erfolgreich. Für die Halbliterklasse entschied sich Yamaha erst nach dem Auftreten von Suzuki und der erfolgreichen Production-Racer Suzuki RG 500, die ab 1976 angeboten wurde, eine 500-cm³-Rennmaschine anzubieten. Die Basis bildete die OW 45 (1979) von Kenny Roberts. In der Leistung um 20 PS unter der Werksmaschine und mit schwachem Fahrwerk ausgestattet, war der TZ 500 kein großer Erfolg beschieden. Die Modellreihe umfasste nur die Baujahre 1980 (TZ 500 G) bis 1982 (TZ 500 J).
Der einzige Sieg in der Klasse bis 500 cm³ Hubraum mit einer Production-Racer gelang dem Niederländer Jack Middelburg. Er gewann während der Motorrad-Weltmeisterschaft 1980 sein Heimrennen, die Dutch TT, auf einer privaten TZ 500 mit einem Motorradrahmen von Bakker und einer Teleskopgabel, die der Suzuki RG 500 entstammte.